# 夫以外の選択肢
『夫以外の選択肢』（おっといがいのせんたくし、We Don't Live Here Anymore）は、2004年に制作されたアメリカ・カナダ合作映画。原作はアンドレ・デビュース、監督はジョン・カランである。

## ストーリー
専業主婦のイーデスは、夫婦ぐるみで付き合いのある夫・ハンクの同僚ジャックと関係を持ってしまう。そのことを知ったジャックの妻・テリーは怒りに任せてハンクと関係を持ってしまう。

## キャスト
- マーク・ラファロ：ジャック
- ローラ・ダーン：テリー
- ピーター・クラウス：ハンク
- ナオミ・ワッツ：イーデス